# Rusmeris Villar
Rusmeris Villar Barboza (Cartagena, Colombia, 28 de marzo de 1983) es una halterófila colombiana. Fue medallista en los Juegos Panamericanos de Río, en la categoría de 58 kg.